# Julian Assange
Julian Paul Assange (engelskt uttal: [əˈsɑːnʒ]
 ( lyssna)), född Hawkins 3 juli 1971 i Townsville i Queensland, är en australisk journalist, programmerare och nätaktivist, mest känd för sitt engagemang inom den internetbaserade visselblåsar-plattformen Wikileaks.

## Biografi
Assange föddes i Townsville på den australiska östkusten. Hans mor, Christine Hawkins, separerade från hans far, John Shipton, redan innan Assange var född. Hon gifte sig i stället med teaterregissören Brett Assange. Paret Assange drev en mindre teater tillsammans i Lismore. De specialiserade sig på dockteater.
När Julian Assange var åtta år skildes hans mor från Brett Assange, som han betraktade som sin riktiga far. Hon inledde ett förhållande med en annan man som var musiker. De fick en son tillsammans. Förhållandet var stormigt och tog slut tre år senare. Assange och hans halvbror undervisades till stor del i hemmet av sin mor, som inte ville att "deras själar skulle knäckas av skolsystemet". Assange bodde på många olika platser i Australien under sin uppväxt. När han var 14 år gammal hade han och hans mor flyttat vid inte mindre än 37 tillfällen. De bodde på Magnetic Island i tre omgångar, 1971, 1976 och 1982.
1987 började Assange ägna sig åt hacking och blev under aliaset Mendax känd som en skicklig programmerare som kunde bryta sig in i system med mycket hög säkerhet. Tillsammans med två andra hackare bildade han hackargruppen International Subversives. De lyckades bryta sig in i bland annat det amerikanska försvarsdepartementets, NASA:s, Nortels och Los Alamos National Laboratorys datasystem. Enligt Assange tillämpades ett slags hackarnas "gyllene regel" på den tiden: "Skada inte datorsystem du bryter dig in i (inklusive det att krascha dem); ändra inte informationen i systemen (bortsett från att ändra loggar för att täcka dina spår); och sprid information."
Från 1994 bodde Assange i Melbourne och arbetade som programmerare och utvecklare av fri programvara. 1995 skrev han Strobe, den första fria portskannern baserad på öppen källkod. Assange har studerat programmering, matematik och fysik vid Central Queensland University och University of Melbourne. Han har arbetat både i Australien och i flera andra länder, som bland annat Kina, Iran, USA och Storbritannien.
År 2006 var han en av grundarna till Wikileaks, dit det var möjligt att läcka hemligstämplade dokument och han beskrevs som organisationens chefredaktör och var dess främste talesperson. Wikileaks fick ett stort genomslag när de redovisade dokument och filmer som bland annat visade övergrepp i av amerikanska styrkor i Afghanistan och Irak.
Assange tilldelades 2009 Amnesty International Media Award (New Media) för att ha rapporterat om utomrättsliga avrättningar i Kenya.
År 2010 anklagades han för våldtäkt i Sverige och han häktades i London. Efter att ha släppts fri mot borgen sökte han asyl på Ecuadors ambassad av rädsla för att bli utlämnad till USA för sin verksamhet med Wikileaks. Han tillbringade fem och ett halvt år i Ecuadors ambassad i centrala London och Ecuadors utrikesminister Maria Fernanda Espinosa har meddelat att han den 12 december 2017 beviljats ecuadorianskt medborgarskap. Han föll senare i onåd hos ett nytt ledarskap i Ecuador och våren 2019 fick han ett förnyat pass från Australien, och han tvingades lämna ambassaden den 11 april samma år. Förundersökningen i Sverige är nedlagd, men han greps av brittisk polis eftersom han avvikit från borgen. Assange frigavs av Storbritannien den 24 juni 2024 efter att ha kommit överens med USA om att erkänna sig skyldig till att ha tagit emot och spridit hemligstämplade försvarsuppgifter, vilket han gjorde i Saipan på Nordmarianerna. Han dömdes till fem år och två månaders fängelse, vilket Assange redan hade avtjänat i Storbritannien. Han återvände därför omedelbart efter att domen förkunnats till Australien. Frisläppande föregicks av omfattande diplomatiska förhandlingar mellan Storbritannien, USA och Australien.

## Engagemang i Wikileaks

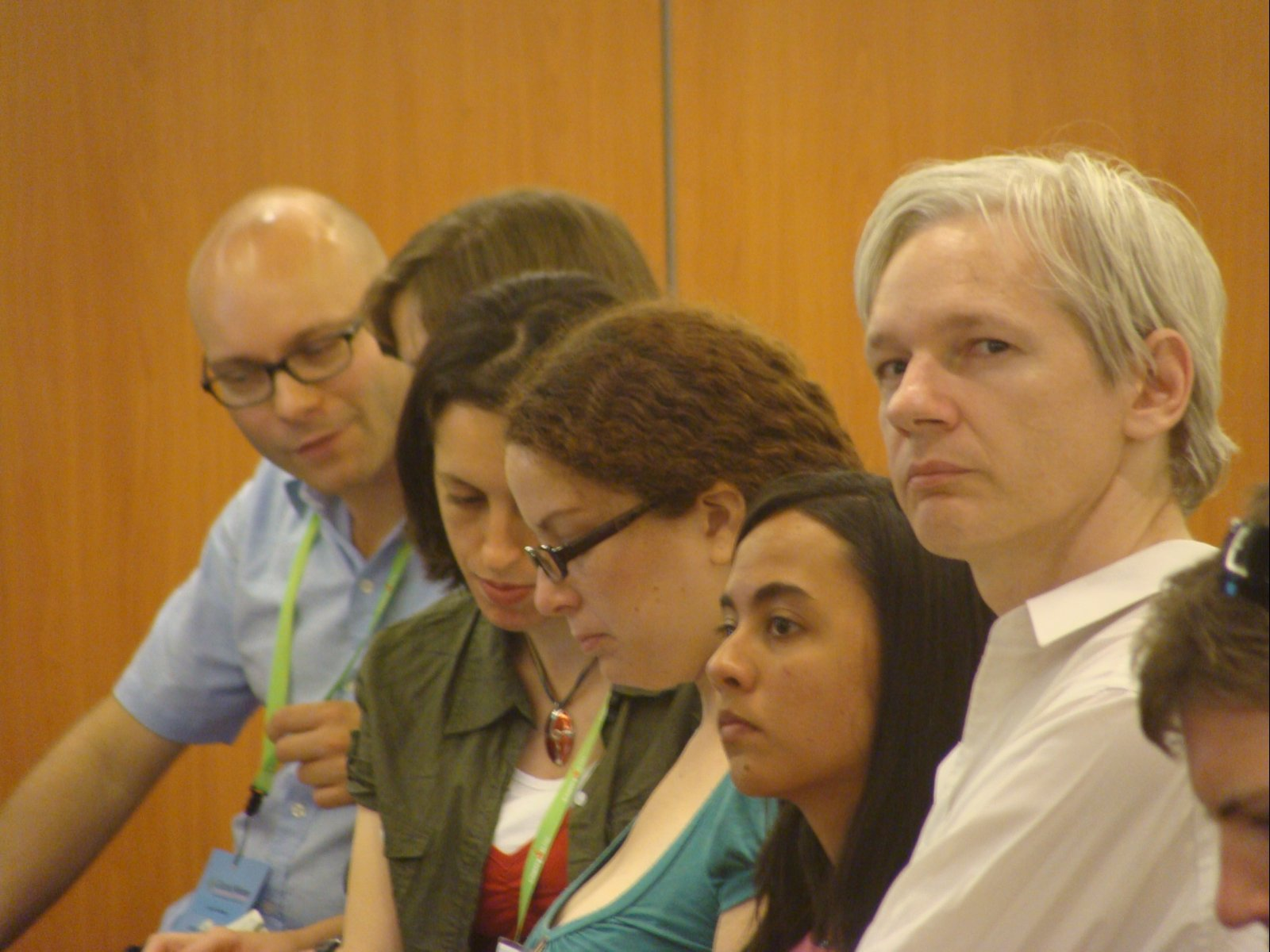

Assange är medlem i Wikileaks styrelse, bestående av nio medlemmar, och är en framstående talesman i media för organisationen. Han har också beskrivits som webbplatsens redaktör och grundare. Även om han inte använder den senare termen om sig själv, har han medgivit att han har den sista beslutanderätten i huruvida dokument ska publiceras på webbplatsen. Precis som alla andra som är involverade i Wikileaks är Assange inte betald av organisationen, utan jobbar som volontär. I april 2010 sade sig Assange vara beredd att placera delar av Wikileaks verksamhet i Sverige.
Wikileaks servrar finns i Sverige, därför att landet har en grundlagsskyddad yttrandefrihet. För att skyddas av denna lag krävs att organisationen har en ansvarig utgivare i Sverige, varför Julian Assange har sökt arbetstillstånd i Sverige, dock utan framgång.
90 000 hemliga NATO-dokument som rör USA:s krigföring i Afghanistan har publicerats på Wikileaks, tillsammans med en säkerhetsklassad video filmad med kameran på en amerikansk stridshelikopter i Irak, vilken visar hur helikopterbesättningen skjuter ihjäl civila reportrar från Reuters med helikopterns automatkanon.
Talesmän för amerikanska myndigheter uppmanar andra länder att undersöka om läckorna strider mot deras säkerhetslagstiftning.

## Misstankar om sexualbrott
I augusti 2010 besökte Julian Assange Sverige för att presentera Wikileaks senaste offentliggörande. Under besöket anhölls Assange av jouråklagaren i sin frånvaro misstänkt för våldtäkt och sexuellt ofredande av två kvinnor. Anhållandet hävdes knappt ett dygn senare, den 25 augusti, av ordinarie åklagare Eva Finné, och misstankarna ändrades till ofredande. Den 30 augusti besökte Assange den svenska polisen och blev förhörd. Den 1 september återupptogs förundersökningen, nu av överåklagare Marianne Ny och rubriceringen ändrades till att återigen gälla våldtäkt. Den 18 november häktades Assange i sin frånvaro av Stockholms tingsrätt  och den 7 december rapporterades att han gripits av brittisk polis då han kommit till polisstationen. Den 16 december släpptes Julian Assange fri mot borgen.
Den 24 februari 2011 beslutade en brittisk domstol att Julian Assange skulle utlämnas till Sverige. Det överklagades, och en ny rättegång om utlämning genomfördes 12-13 juli 2011. Den 2 november 2011 beslutade High Court i England att avslå hans överklagan och att han fortfarande skulle utlämnas till Sverige. Den 19 juni 2012 framkom att Assange sökt politisk asyl i Ecuador och befann sig på landets ambassad i London. Den 16 augusti 2012 kom beskedet att Ecuador beviljat honom asyl. Nio personer som ställde borgen för Assange har därför av en brittisk domstol beordrats betala 93 000 pund till det brittiska statsverket. När Sverige övervägde att lägga ned fallet blev Marianne Ny uppmanad i ett brev från brittiska myndigheten Crown Prosecution Service(en) den 31 augusti 2012 : «Våga inte få kalla fötter». Den 16 juli 2014 prövade Stockholms tingsrätt återigen häktningsskälen och fann att Assange alltjämt var på sannolika skäl misstänkt för brott och att häktningen skulle bestå.
Åklagaren i målet, Marianne Ny, hade sedan 2010 hävdat att svensk lag skulle hindra henne från att förhöra någon via videolänk eller på en ambassad i London. Den 16 november 2014 beslutade Svea hovrätt, efter att Assange överklagat dit, att han skulle vara fortsatt häktad. I sitt beslut riktade hovrätten emellertid kritik mot åklagaren för att inte göra tillräckligt för att driva förundersökningen framåt. I mars 2015, efter kritiken, ändrade Ny sin uppfattning och accepterade att förhöra Assange på Ecuadors ambassad i London, vilket inleddes den 14 november 2016. Strax innan dess, den 18 augusti 2015, gick preskriptionstiden ut för tre mindre allvarliga anklagelser. Han var emellertid fortfarande misstänkt för "mindre grov våldtäkt". Sex månader efter förhören, den 19 maj 2017, släppte de svenska myndigheterna sin utredning mot Assange. Överåklagaren Marianne Ny upphävde officiellt sin arresteringsorder, men sade att utredningen fortfarande kunde återupptas om Assange besökte Sverige före augusti 2020. Den 11 april 2019 arresterades Assange av brittisk polis i London sedan Ecuador upphävt den politiska asyl landet gett honom tidigare.  Den 24 februari 2020 initierade en brittisk domstol i London en ny rättegång om utlämning, denna gången till USA. Han blev dock frisläppt från brittiskt fängelse den 24 juni 2024.

### Kritik mot Sveriges hantering
FN:s arbetsgrupp mot godtyckliga frihetsberövanden(en) konstaterade 2016 att Sverige och Storbritannien godtyckligt har hållit Assange frihetsberövad, och uppmanade Sverige att därmed betrakta eventuellt straff som avtjänat och ge honom hans frihet åter, dock utan att bli åtlydda. Arbetsgruppen har två gånger konstaterat att Assange har rätt till skadestånd. FN:s särskilda rapportör om tortyr, Nils Melzer(en), har anklagat den svenska polisen och åklagarmyndigheten för att medvetet ha dragit ut på förundersökningen, genom att vara ovilliga att ge Assange löfte att han inte ska utlämnas till USA som han krävde för att åka till Sverige, och genom att i flera år avvisa tanken på att förhöra honom på ambassaden i London.

## Filmprojektet Mediastan
I oktober 2013 släpptes dokumentärfilmen Mediastan som Julian Assange producerat tillsammans med svensken Johannes Wahlström, som var regissör. Filmens undertitel är "The WikiLeaks roadmovie". Den handlar om WikiLeaks publicering av hundratusentals läckta diplomattelegram och om den censur (både självpåtagen och från myndigheternas sida) som hotar journalistikens oberoende i många länder i västvärlden och i Asien.

## Kritik
Enligt en artikel av Tobias Brandel, publicerad i Svenska Dagbladet den 17 januari 2011, skulle många inom Wikileaks vid den tidpunkten ha tröttnat på vad Brandel beskriver som toppstyrning och att Assange framhäver sin egen person. Brandel hävdar att Assanges uttalande om Sverige som "feminismens Saudiarabien" och att han riskerar att hamna i Guantánamo och avrättas om han utlämnas till Sverige, skulle ha fått personer som stött Assange att "skruva generat på sig".
Tidningen Expressen hävdar, dock utan att uppvisa bevis, att de har ett pm som visar att Wikileaks och/eller Julian Assange  (tillsammans med företaget Ullman PR) bedriver en kampanj för att granska privatekonomin för några svenska journalister som kritiserat Assange. Wikileaks talesperson Kristinn Hrafnsson menar att Expressen fabricerar bevis. Expressen vägrade att delta i en TV-debatt med Hrafnsson. Den mänskliga-rättigheter bloggen Professorsblogg (Prof. Marcello Ferrada de Noli), som citerades flitigt av WikiLeaks sajter mellan 2010 och 2012, förde tesen att det var tvärtom; nämligen, att det var Expressen som ”initierade ett mediadrev mot WikiLeaks och Assange som stöd till de svenska myndigheterna”, en kampanj som enligt författaren skulle ha följts av övriga medierna och TV.

## Självbiografi
I december 2010 sålde Assange rättigheterna till sin biografi för över 1 miljon pund (SEK 10,7 milj). Han sade då, enligt brittiska Sunday Times, att han kände sig tvungen att skriva boken för att kunna betala sina kostnader för juridisk rådgivning och kunna fortsätta med WikiLeaks och dess arbete. 
Bokrättigheterna såldes till det Edinburgh-baserade förlaget Canongate (Storbritannien) och Alfred A. Knopf (Nordamerika), och även till andra förlag i Europa: Feltrinelli (Italien), Kiepenheuer & Witsch (Tyskland), Laffont (Frankrike), Text (Australien), Random House/Mondadori (Spanien), De Geus (Holland), Objektiva (Portugal), Font (Norge), Norstedts (Sverige), och Companhia das Letras (Brasilien). Enligt Guardian skulle alla länder samordna utgivningen av boken.
Men i juni 2011 drog sig Assange ur projektet. Enligt förlaget Canongate kunde han inte betala tillbaka förskottsbeloppet så förlaget bestämde sig för att ge ut biografin ändå.
Assanges självbiografi The Unauthorised Autobiography, är skriven av spökskrivaren Andrew O’Hagan och gavs ut i oktober 2011. På svenska heter den ”Memoarer är prostitution” - en omtvistad självbiografi. Den gavs ut i februari 2012.
Flera andra böcker har redan gjorts om WikiLeaks och Julian Assange. Till exempel WikiLeaks: Inside Julian Assange's War on Secrecy (Guardian Books), skriven av journalisterna David Leigh & Luke Harding, och den tidigare WikiLeaks-talesmannen Daniel Domscheit-Bergs bok om världsfenomenet han lämnade hösten 2010; WikiLeaks: Historien bakom sajten som förändrade hela världen (Bokförlaget Forum) /org: Inside WikiLeaks - My Time with Julian Assange at the World's Most Dangerous Website (Random House).

## På svenska
Nils Melzer:
- Fallet Julian Assange. En historia om förföljelse (översättning från tyska Margareta Zetterström, Karneval, 2021)